# Bartholomew Sharp
Bartolomé Sharp (1650? - 29 de octubre de 1702), fue un pirata y corsario inglés, junto con Juan Warlen y Eduardo Bolmen llegaron acompañados de 150 piratas y bandidos al mar del sur atravesando el estrecho de Magallanes.

## Desarrollo
Sharp y sus hombres se internaron en balsas y canoas al puerto de Perico, en donde asaltaron 2 embarcaciones recolectando un botín de 50.000 pesos y provisiones (harina, pólvora y otros pertrechos despachados desde Lima para socorrer a Panamá). Con esas presas se dedicaron a saquear los puertos en las costas de Perú y Chile.
Eduardo Bolmen fue a saquear el puerto de Tumaco en donde fue emboscado y muerto junto con su tripulación. 
Bartolomé Sharp y Juan Warlen, con las instrucciones que les había dado Eduardo Bolmen, llegaron a las costas de Chile. Las autoridades españolas esperaban el asalto de los piratas en sus principales puertos (Valparaíso y puerto de Concepción) reforzando esas zonas con milicias y artillería, pero inesperadamente se desvía y decide atacar la entonces indefensa ciudad de La Serena, ocupando luego como refugio el archipiélago Juan Fernández. Al ser descubiertos por los navíos del virrey los piratas pusieron rumbo hacia Valdivia, pero en la noche cambiaron su curso para dirigirse hacia Arica, ciudad en la que desembarcaron capturando a algunos españoles. Animados, decidieron saquear la ciudad pero el gobernador Gaspar Oviedo, que había sido derrotado durante el desembarco, logró atacar a Warlen y asesinarlo junto con su alférez y 23 soldados, además de capturar otros 19 bandidos que luego ahorcó.
Sharp y los otros piratas que lograron huir escaparon con los dos navíos y otros que apresaron en la salida de Guayaquil, regresando a Londres en 1681.